# Teodor Majkowicz
Teodor Majkowicz, auch Theodore Majkowicz (* 6. Januar 1932 in Rzepedz, Gemeinde Komańcza, Polen; † 9. Mai 1998 in Krakau), war ukrainischer griechisch-katholischer Bischof von Breslau-Danzig. 

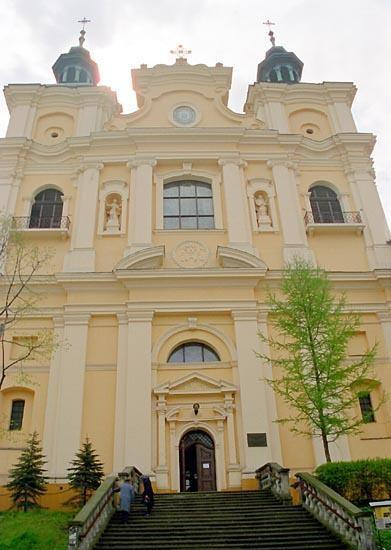
Kathedrale St. Johannes der Täufer in Przemyśl

## Leben
Teodor Majkowicz war der Sohn einer Landarbeiterfamilie, die 1947 nach Bartoszyce in die Woiwodschaft Ermland-Masuren umgesiedelt wurden. Er besuchte in Bartoszyce die höhere Schule und erlangte 1951 am Priesterseminar der Pallottiner in Wadowice das Abitur. Am 24. Juni 1956 weihte ihn Weihbischof Marian Jankowski (Bistum Siedlce) zum römisch-katholischen Priester. Danach war er Vikar einer Pfarrgemeinde in Bartoszyce und musste später, auf Druck der staatlichen Behörden, in Reszel, einer Kleinstadt im Norden der Woiwodschaft Ermland-Masuren, arbeiten. Hier war er von 1956 bis 1959 Schulleiter und Krankenhausseelsorger. Es folgte eine Vikarsstelle in Elbląg, 1962 übernahm er eine Pfarrei der ukrainischen griechisch-katholischen Kirche. 1967 zog Majkowicz aus gesundheitlichen Gründen nach Przemyśl und war Assistent bei Wasyl Hrynyk dem Generalvikar der Eparchie Przemyśl, Sambor und Sanok. Er war in dieser Zeit erst Hilfspfarrer und seit 1985 Pfarrer der griechisch-katholischen Gemeinde St. Johannes der Täufer. Im Jahre 1975 erlangte er an der Katholischen Universität Lublin sein Lizentiat in Theologie und war von 1982 bis 1991 Rektor des griechisch-katholischen Priesterseminars in Przemyśl. 1989 wurde er in das Domkapitel der Kathedrale St. Johannes der Täufer in Przemyśl aufgenommen. 
1991 wurde er Generalvikar und am 31. Mai 1996, nach der Gründung der Eparchie Breslau-Danzig zum ersten griechisch-katholischen Bischof von Breslau-Danzig ernannt. Am 12. Juli 1996 weihte ihn der Sekretär der Kongregation für die orientalischen Kirchen, Erzbischof Miroslav Stefan Marusyn, und die Mitkonsekratoren Erzbischof Jan Martyniak und Bischof Julian Gbur SVD zum Bischof. Seine, ihn seit längerer Zeit quälende, Herzerkrankung erlaubte ihm keine lange Amtszeit, am 9. Mai 1998 verstarb er in Krakau. Er wurde in seiner Geburtsstadt Rzepedz beigesetzt.